# Mark Tuitert
Mark Jan Hendrik Tuitert (* 4. April 1980 in Holten) ist ein niederländischer Eisschnellläufer.
2004 wurde er Europameister beim Mehrkampfeuropameisterschaft. Bei den Weltmeisterschaften 2005 in Inzell wurde er zusammen mit Erben Wennemars und Carl Verheijen Weltmeister in der Verfolgung. Ein Jahr später bei den Olympischen Winterspielen in Turin gewann er in der Verfolgung die Bronzemedaille. Bei den Olympischen Winterspielen in Vancouver feierte er seinen bislang größten Erfolg mit einem Sieg über 1500 Meter in 1:45,57 mit einem Vorsprung von 53 Hundertsteln vor Shani Davis und 56 Hundertsteln vor Havard Bökko.
In den Niederlanden wurde er 2010 zum Sportler des Jahres gewählt.

## Persönliche Bestzeiten
| Strecke | Zeit         | Datum             | Ort            |
| ------- | ------------ | ----------------- | -------------- |
| 500 m   | 35,43 s      | 7. März 2009      | Salt Lake City |
| 1000 m  | 1:07,84 min  | 6. Dezember 2009  | Calgary        |
| 1500 m  | 1:42,87 min  | 16. November 2007 | Calgary        |
| 3000 m  | 3:41,16 min  | 12. August 2005   | Calgary        |
| 5000 m  | 6:27,63 min  | 9. Januar 2004    | Heerenveen     |
| 10000 m | 13:38,91 min | 11. Januar 2004   | Heerenveen     |